# 高萩駅
高萩駅（たかはぎえき）は、茨城県高萩市大字高萩にある、東日本旅客鉄道（JR東日本）常磐線の駅である。事務管コードは▲421125。

## 概要
高萩市の代表駅であり同市中心市街地の東側に位置する。花貫ダム、花貫渓谷、赤浜海岸
の最寄駅である。
かつては、水戸藩の徳川斉昭が開発した歴史を持つ、高萩炭鉱からの専用線も存在していた。

## 歴史
- 1897年（明治30年）2月25日：日本鉄道の駅として開業[2]。
- 1906年（明治39年）11月1日：日本鉄道が国有化され、官設鉄道の所属となる[2]。
- 1909年（明治42年）10月12日：線路名称制定により常磐線の所属となる。
- 1926年（大正15年）4月：現在の駅舎に改築（二代目）[10]。
- 1949年（昭和24年）6月1日：日本国有鉄道が発足。
- 1959年（昭和34年）12月1日：駅東土地区画整理事業が完了[11]。
- 1964年（昭和39年）11月：駅前に「希望の鐘」を設置[11]。
- 1974年（昭和49年）8月：駅前広場・バス乗り場が完成[11]。
- 1978年（昭和53年）10月2日：特急停車駅化[11]。
- 1980年（昭和55年）5月：みどりの窓口開設。
- 1984年（昭和59年）2月1日：荷物扱い廃止[2]。
- 1987年（昭和62年）4月1日：国鉄分割民営化により、東日本旅客鉄道（JR東日本）と日本貨物鉄道（JR貨物）の駅となる[2]。
- 2001年（平成13年）3月：貨物列車の発着がなくなる。
- 2002年（平成14年）3月23日：ダイヤ改正により貨物列車の設定廃止。
- 2006年（平成18年）4月1日：JR貨物の駅が廃止され、貨物の取扱いが終了[12]。
- 2007年（平成19年）3月18日：この日のダイヤ改正で常磐線ではグリーン車がE531系電車に導入され、上野から当駅までがグリーン車の運行エリアとなった。そして、上野を発着とする中距離普通列車の運行エリアも当駅までとなった。
- 2008年（平成20年）3月15日：東京近郊区間拡大に伴い、ICカード「Suica」の利用が可能となる（水戸方面のみ）[13]。
- 2009年（平成21年）3月14日：東京近郊区間拡大に伴い、いわき駅までICカード「Suica」の利用が可能となる[14]。
- 2011年（平成23年）4月7日：エレベータ付き新跨線橋供用開始（3月26日供用開始予定だったものが東北地方太平洋沖地震（東日本大震災）の影響により延期）。
- 2013年（平成25年）11月1日：発車メロディを「あしたの風とひとつになって」に変更[15]。
- 2020年（令和2年）3月14日：1日1往復設定されていた、いわき発着の特急「ときわ」がダイヤ改正、運転区間の短縮に伴い、当駅までの運転となる[16]。
- 2023年（令和5年）
  - 8月31日：みどりの窓口の営業を終了[4][17]。
  - 9月1日：話せる指定席券売機を導入[4][17]。

## 駅構造
島式ホーム1面2線を持つ地上駅である。駅舎とホームは跨線橋で連絡している。木造駅舎を有し、出入口は駅舎のある西側のみとなっている。
当駅で折返す列車が設定されている。また、一部の特急「ときわ」も当駅で折返す。折返し列車の本数は多い。
直営駅で、自動券売機、多機能券売機、話せる指定席券売機が設置されている。駅舎は1926年（大正15年）に改築されたものである。

### のりば
| 番線 | 路線             | 方向 | 行先                 | 備考                               |
| ---- | ---------------- | ---- | -------------------- | ---------------------------------- |
| 1    | ■ 常磐線         | 下り | いわき・仙台方面     | □ 特急「ひたち」を含む             |
| 1    | ■ 上野東京ライン | 上り | 上野・東京・品川方面 | 当駅始発の一部列車                 |
| 2    | ■ 常磐線         | 上り | 水戸・上野方面       | □ 特急「ひたち」・「ときわ」を含む |
| 2    | ■ 上野東京ライン | 上り | 上野・東京・品川方面 | □ 特急「ひたち」・「ときわ」を含む |

（出典：JR東日本:駅構内図）

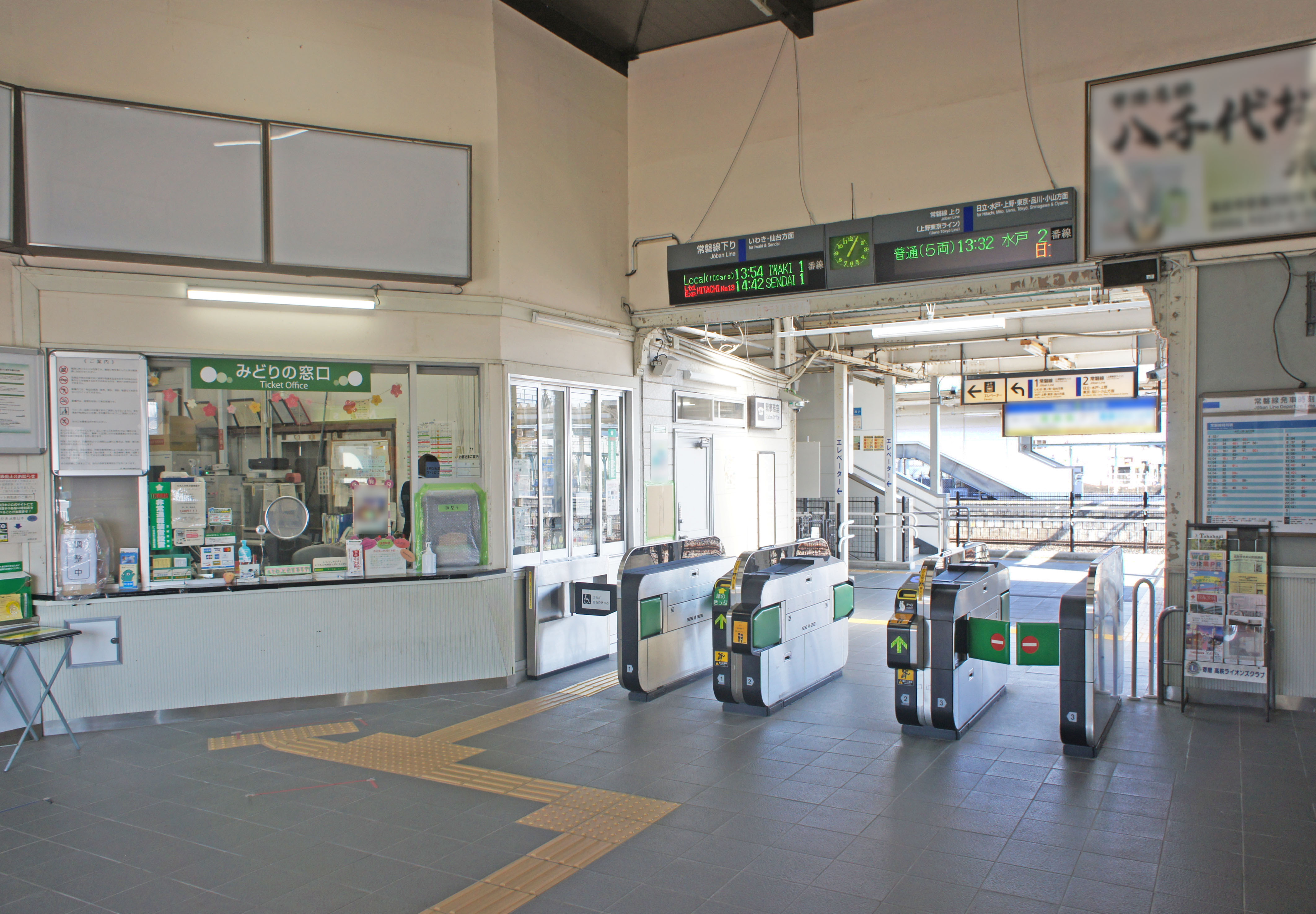
改札口（2022年2月）
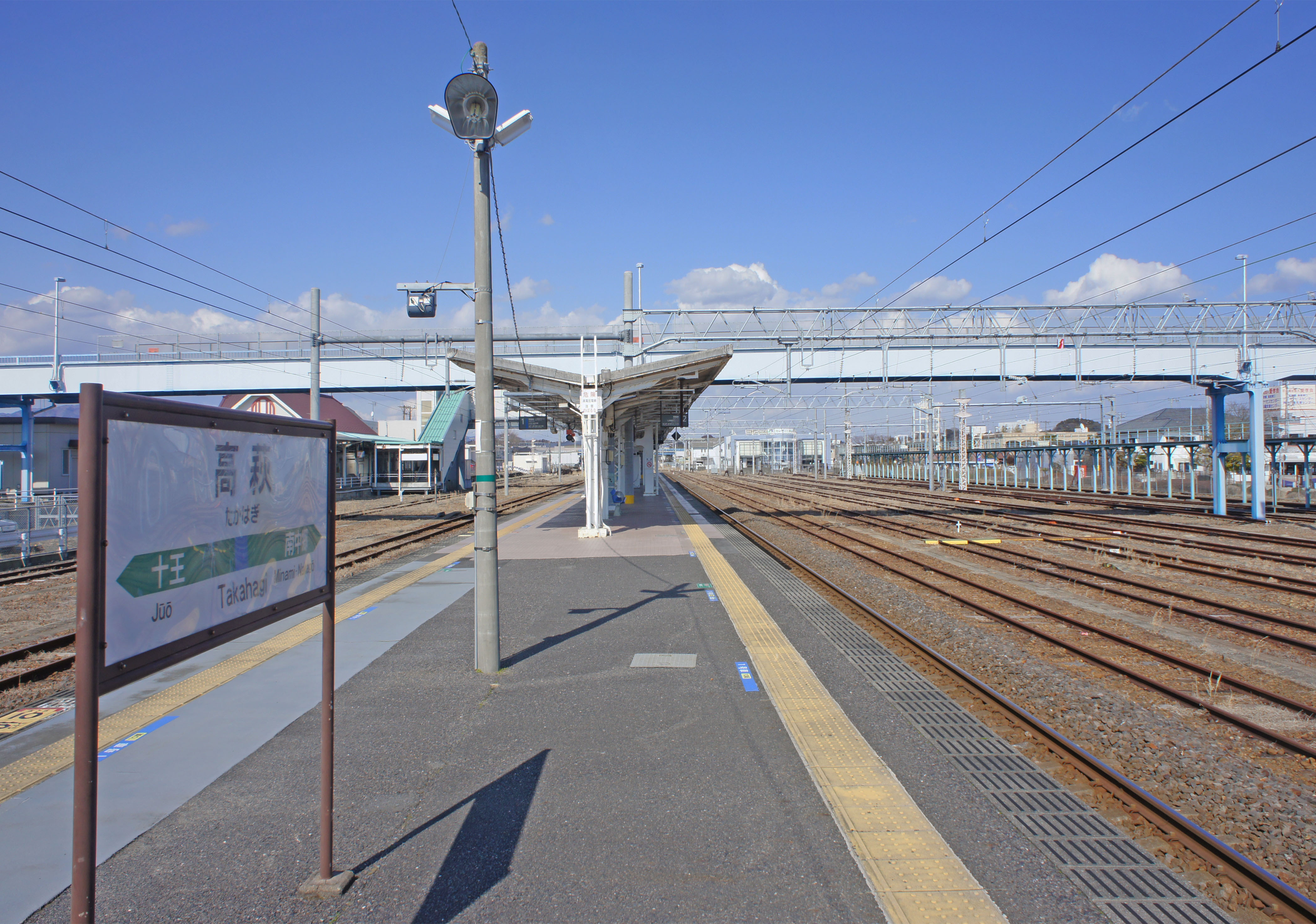
ホーム（2022年2月）
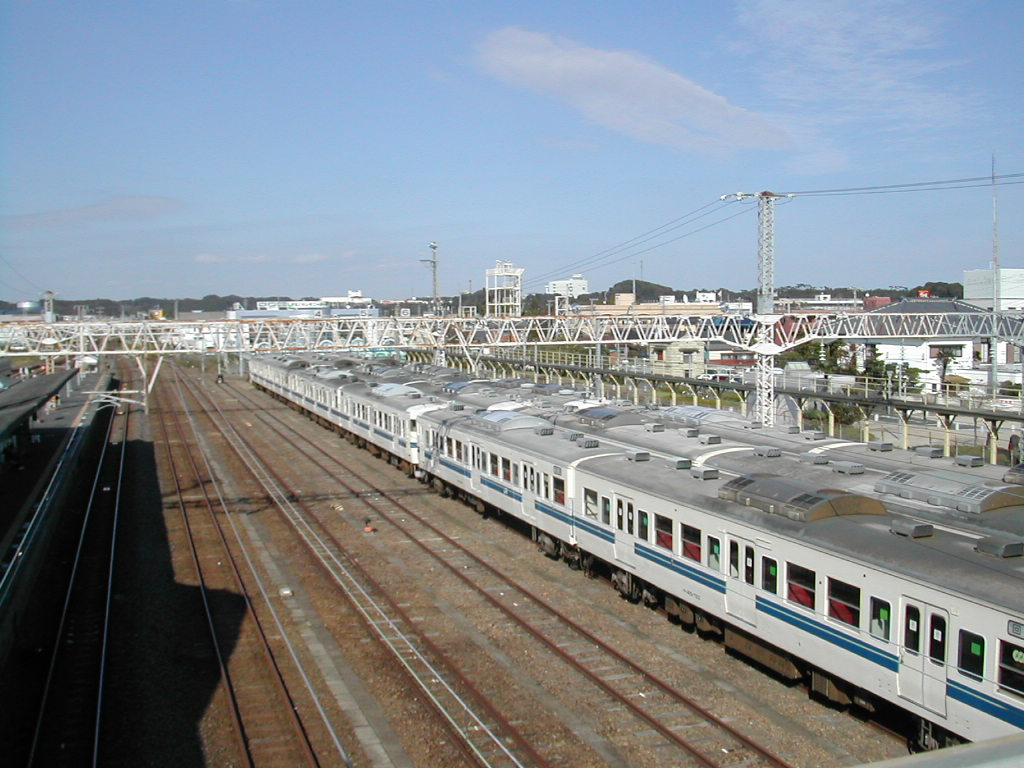
ホーム横の留置線（2007年11月）

### 発車メロディ
2013年11月1日から、当駅前の「長久保赤水銅像」の建立記念として制作された「あしたの風とひとつになって」が発車メロディに使用されている。選定理由は、長久保赤水の偉大な功績を周知するほか、利用者に当駅への愛着や馴染みを持って欲しいなどの思いがあるという。

## 利用状況
JR東日本によると、2023年度（令和5年度）の1日平均乗車人員は2,070人である。
2000年度（平成12年度）以降の推移は以下の通りである。
| 乗車人員推移       | 乗車人員推移     | 乗車人員推移    |
| 年度               | 1日平均 乗車人員 | 出典            |
| ------------------ | ---------------- | --------------- |
| 2000年（平成12年） | 4,747            | [ 利用客数 2 ]  |
| 2001年（平成13年） | 4,618            | [ 利用客数 3 ]  |
| 2002年（平成14年） | 4,396            | [ 利用客数 4 ]  |
| 2003年（平成15年） | 4,136            | [ 利用客数 5 ]  |
| 2004年（平成16年） | 4,022            | [ 利用客数 6 ]  |
| 2005年（平成17年） | 3,755            | [ 利用客数 7 ]  |
| 2006年（平成18年） | 3,634            | [ 利用客数 8 ]  |
| 2007年（平成19年） | 3,611            | [ 利用客数 9 ]  |
| 2008年（平成20年） | 3,470            | [ 利用客数 10 ] |
| 2009年（平成21年） | 3,340            | [ 利用客数 11 ] |
| 2010年（平成22年） | 3,183            | [ 利用客数 12 ] |
| 2011年（平成23年） | 3,064            | [ 利用客数 13 ] |
| 2012年（平成24年） | 3,145            | [ 利用客数 14 ] |
| 2013年（平成25年） | 3,117            | [ 利用客数 15 ] |
| 2014年（平成26年） | 3,027            | [ 利用客数 16 ] |
| 2015年（平成27年） | 2,992            | [ 利用客数 17 ] |
| 2016年（平成28年） | 2,943            | [ 利用客数 18 ] |
| 2017年（平成29年） | 2,846            | [ 利用客数 19 ] |
| 2018年（平成30年） | 2,775            | [ 利用客数 20 ] |
| 2019年（令和元年） | 2,643            | [ 利用客数 21 ] |
| 2020年（令和02年） | 2,179            | [ 利用客数 22 ] |
| 2021年（令和03年） | 2,063            | [ 利用客数 23 ] |
| 2022年（令和04年） | 2,053            | [ 利用客数 24 ] |
| 2023年（令和05年） | 2,070            | [ 利用客数 1 ]  |

## 駅周辺
前述のとおり、出入口は西側のみとなっており、駅東側へは駅舎近くの跨線橋で連絡している。
駅西側
- 国道461号
- 茨城県道298号高萩停車場線
- 高萩郵便局
- 高萩市役所
- 茨城県立高萩高等学校
- 茨城県立高萩清松高等学校
- 高萩市立図書館

駅東側
- 国道6号
- 高萩東本町郵便局
- 高萩市立高萩中学校
- 高萩海水浴場

## バス路線

### 西口

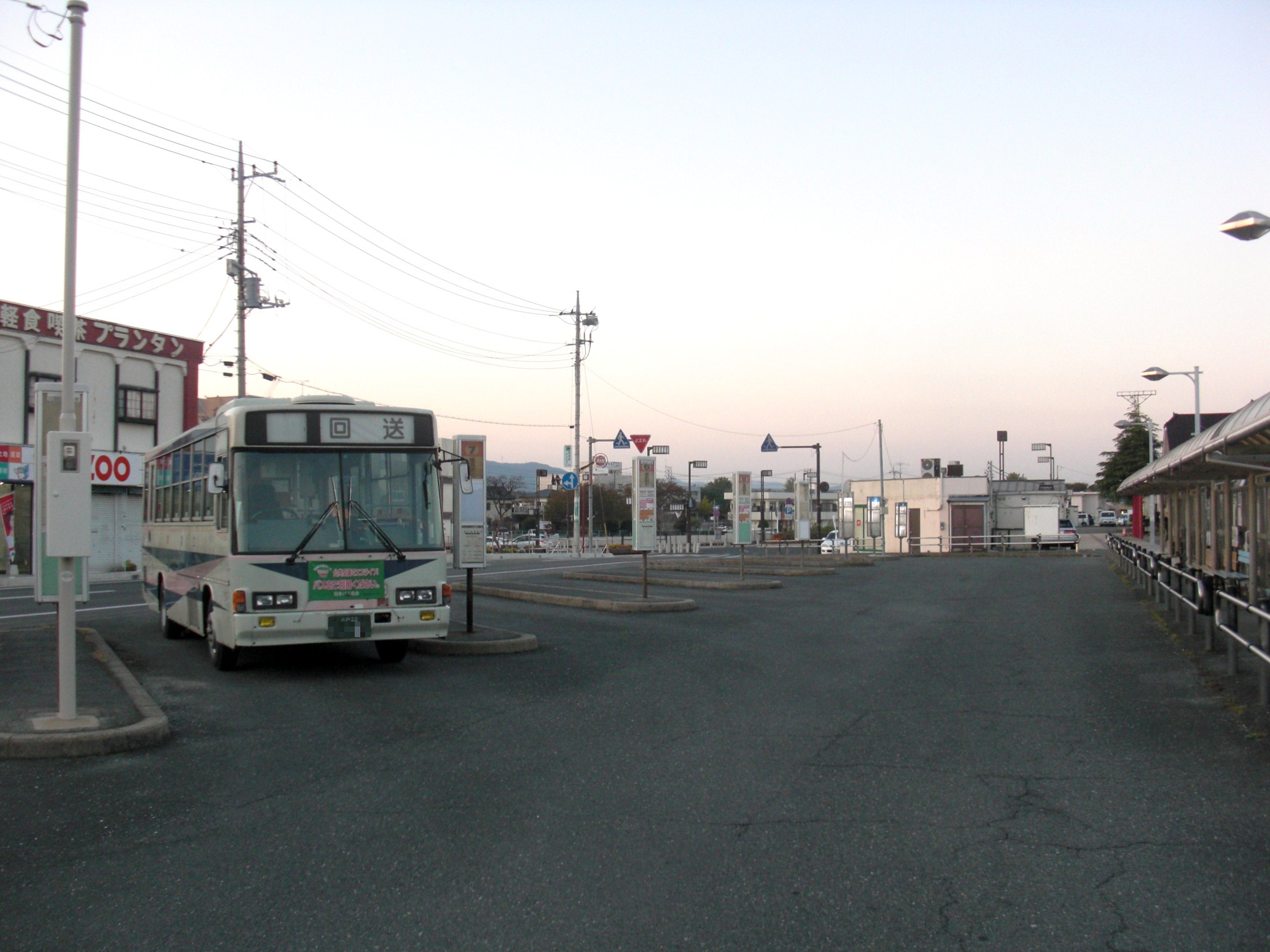
高萩駅バス乗り場（2011年10月）

バス停の名称は「高萩駅」。東京駅行き高速バスと茨城交通、椎名観光バスの路線バスが乗り入れている。
また、駅西側すぐの陸前浜街道上、常陽銀行高萩支店前に新常磐交通、近鉄バスが運行する いわき - 京都・大阪線夜行高速バス「シーガル号」の「高萩」バス停があった（2020年2月1日より休止）。
2021年10月1日より茨城交通の高萩市街地循環線は呼出型最適経路バス「MyRideのるる」（実証運行）に移行により運行休止となっている。
椎名観光バス
- 1番乗り場
  - 高萩協同病院
  - 和野
- 2番乗り場
  - いぶき台循環
- 3番乗り場
  - ソーラーリゾート

茨城交通
- 5番乗り場
  - 和野
- 6番乗り場
  - 高萩清松高校
- 7番乗り場
  - 関口
  - 千代田
  - 総合福祉センター
- 8番乗り場
  - 高速バス「ひたち号」東京駅

## 隣の駅
東日本旅客鉄道（JR東日本）
■常磐線
- 特急「ひたち」一部停車駅、「ときわ」発着駅

■普通
十王駅 - 高萩駅 - 南中郷駅

### 記事本文